# Laboratoire Kastler Brossel
Das Laboratoire Kastler Brossel (LKB) ist ein Forschungsinstitut für Grundlagenforschung im Bereich der Quantenphysik in Paris. Es wurde 1951  von Alfred Kastler und Jean Brossel gegründet und wird gemeinsam vom  Centre national de la recherche scientifique (CNRS), der École normale supérieure, der Universität Pierre und Marie Curie bzw. Sorbonne Université und dem Collège de France betrieben. Aktuell forschen am Laboratoire Kastler Brossel 12 verschiedene Arbeitsgruppen, die in den vier Themenbereichen Quantengase, Quantenoptik und Quanteninformation, Atome und Licht in dichten bzw. komplexen Medien sowie Tests fundamentaler Wechselwirkungen und Metrologie tätig sind.

## Geschichte
Das Laboratoire Kastler Brossel wurde 1951 von Alfred Kastler und Jean Brossel gegründet. Von Beginn an widmete sich die Arbeit am LKB der Wechselwirkung von Licht und Materie. Entsprechend trug das Institut in den Anfangsjahren den Namen „Laboratoire de spectroscopie hertzienne de l'École normale supérieure“ und war zunächst im Fachbereich Physik der École normale supérieure angesiedelt. 1966 wurde das LKB in das CNRS aufgenommen und 1967 ein zweiter Standort auf dem Campus der Universität Paris VII eröffnet.
1994 wurde der Name in „Laboratoire Kastler Brossel“ umgewandelt, in Würdigung der beiden Gründer Alfred Kastler und Jean Brossel und ihrer bahnbrechenden Arbeiten zum optischen Pumpen.
Das Institut, heute eine der bedeutendsten im Bereich der Quantenphysik tätigten Forschungseinrichtungen weltweit, wird mittlerweile gemeinsam von CNRS, École normale supérieure, Sorbonne Université und Collège de France betrieben.

## Leitung
- Jean Brossel (1951–1984)
- Jacques Dupont-Roc (1984–1994)
- Michèle Leduc (1994–1999)
- Elisabeth Giacobino (1999–2000)
- Franck Laloe (2000–2006)
- Paul Indelicato (2006–2012)
- Antoine Heidmann (seit 2012)

## Preisträger
Folgende Auszeichnungen wurden Mitgliedern des LKB verliehen:
- Nobelpreisträger: Alfred Kastler (1966), Claude Cohen-Tannoudji (1997), Serge Haroche (2012)
- Médaille d’or du CNRS: Alfred Kastler (1964),  Jean Brossel (1984),  Claude Cohen-Tannoudji (1996), Serge Haroche (2009)
- Aufnahme in die Académie des sciences: Alfred Kastler, Jean Brossel, Claude Cohen-Tannoudji, Serge Haroche, Marie-Anne Bouchiat, Jean Dalibard
- Aufnahme die Académie des technologies: Alain Aspect, Bernard Decomps, Marc Himbert, Jean-Claude Lehmann
- Lehrstuhl am Collège de France: Claude Cohen-Tannoudji (1973), Serge Haroche (2001), Jean Dalibard (2013)